# Camarotus
Camarotus (лат.) — род жуков из семейства долгоносиков (Camarotini, Curculioninae, Curculionidae). Около 40 видов. Обитает в Неотропике.

## Описание
Долгоносики мелкого и среднего размера (2,0—6,68 мм), часто своеобразной формы, похожей на листоедов-щитоносок. Окраска очень изменчива от вида к виду, часто изменчива внутри вида. Голова с относительно коротким рострумом (обычно такой же длины, как и ширина на вершине), от очень тонкого и относительно длинного до очень толстого и короткого. Поверхность рострума обычно пунктированная, иногда гладкая. Ротовые органы на вершине рострума; верхняя губа отсутствует; мандибулы очень короткие и толстые; максиллы с очень короткими, 4-члениковыми щупиками, галеа и лациния плохо видны из-за плотного покрова; лабиум очень маленький, с 2-члениковыми щупиками, базальный членик несёт длинную апикальную щетинку. Усики обычно при креплены на середине рострума, в заметные усиковые бороздки (хорошо заметные спереди); усики прямые, с относительно длинным скапусом, небольшим педицелем, 6-члениковым жгутиком и 3-члениковой, очень тонковолосистой, веретеновидной булавой. Усики полностью от желтоватых до панцирных, за исключением нескольких видов (из группы cassidoides) с затемнённой булавой.
Переднеспинка: ширина примерно в два раза больше длины по срединной линии; наиболее широкая около середины, обычно очень мало суженная к основанию и значительно более суженная кпереди до передней странгуляции, после которой бока становятся почти параллельными. В некоторых случаях переднеспинка за серединой почти параллельна. Скульптура: диск пунктированный, бока зернистые; у некоторых видов вся поверхность зернистая; в других пунктуры диска широко разбросаны. Скутеллюм имеет более или менее ромбовидную форму, иногда треугольная; обычно гладкие и голые. Иногда окрашены иначе, чем переднеспинка и/или надкрылья. Надкрылья изменчивы по форме, всегда точечно-полосатые, на каждом надкрылье по 8 бороздок. Задние крылья развиты.
Ноги. Передние ноги крупнее средних и задних. Передние бёдра очень сильно увеличены, вздуты с зазубренным зубцом (с 7—12 зубцами на внутреннем дистальном крае); количество зубцов варьирует, иногда у одного и того же экземпляра; по одной щетинке в каждом промежутке между зубчиками (щетинка длиннее зубца и обычно изогнута на вершине). Передние голени всегда изогнуты, с предвершинной внешней остью и одинарной (самцы) или двойной (самки) апикальной остью; наружный край обычно изогнут, у некоторых видов в основании угловатый; внутренний край обычно двуглавый, у некоторых видов зубчатый; внутренний край обычно с рядом длинных щетинок. Лапки 3-члениковые, последний членик двулопастный. Средние и задние ноги с нормально развитыми бёдрами и лапками. Срединные и задние голени также с сильным предвершинным изогнутым шипом и одинарными (самцы) или двойными (самки) шипами на вершине.

## Классификация
Род был впервые выделен в 1833 году немецким энтомологом Эрнстом Фридрихом Гермаром (1786—1853) в работе шведского биолога Карла Иоганна Шёнгерра (1772—1848), что вызывало путаницу в авторстве таксона.
- Camarotus alvarengai
- Camarotus angustifrons
- Camarotus annularis
- Camarotus attelaboides
- Camarotus bruchoides
- Camarotus carinatus
- Camarotus carrapatus
- Camarotus cassidoides
- Camarotus coccinelloidestypus
- Camarotus colombicus
- Camarotus corcovadensis
- Camarotus costaricensis
- Camarotus crenulatus
- Camarotus dilatatus
- Camarotus dispar
- Camarotus eucnemius
- Camarotus ferrugineus
- Camarotus flammeus
- Camarotus fusiger
- Camarotus granada
- Camarotus impressifrons
- Camarotus infuscatus
- Camarotus laculatus
- Camarotus lazarus
- Camarotus maculatus
- Camarotus marginalis
- Camarotus nigropunctatus
- Camarotus notatipennis
- Camarotus ochraceus
- Camarotus ohausi
- Camarotus oresbius
- Camarotus petropolitanus
- Camarotus pettatus
- Camarotus piceus
- Camarotus pulcherrimus
- Camarotus punctatus
- Camarotus pusillus
- Camarotus rhinion
- Camarotus rotundipennis
- Camarotus rufus
- Camarotus sabanillae
- Camarotus serratora
- Camarotus similis
- Camarotus singularis
- Camarotus submaculatus
- Camarotus trunculus
- Camarotus ustulatus
- Camarotus werneri